# Tonika Sealy-Thompson
 (novembre 2022).
Pour les articles homonymes, voir Sealy (homonymie) et Thompson.
Tonika Sealy-Thompson est une universitaire, conservatrice de musée et militante barbadienne. Elle est nommée ambassadrice au Brésil en 2019, ce qui fait d'elle à l'époque la plus jeune femme ambassadrice de la Barbade.

## Biographie

### Éducation
Sealy-Thompson est diplômée en politique commerciale internationale et diplomatie à l'université Carleton. Elle obtient ensuite une maîtrise en administration des affaires internationales de la Hult International Business School, dont elle fréquente le campus de Shanghai. Avant sa nomination comme ambassadrice, elle prépare une thèse à l'université de Californie à Berkeley, où ses recherches exploraient le lien entre les arts de la scène et la politique à la Barbade, en Californie du Nord et au Brésil. Elle met ce projet en pause pour devenir ambassadrice.

### Artiste
Sealy-Thompson travaille comme directrice de festivals internationaux au Cap-Vert, à Bruxelles et à la Barbade. Elle fonde le Fish & Dragon Festival qui se tient à la Barbade.
Elle co-fonde, avec Stefano Harney (en), le projet artistique Ground Provisions,.

### Ambassadrice de la Barbade au Brésil

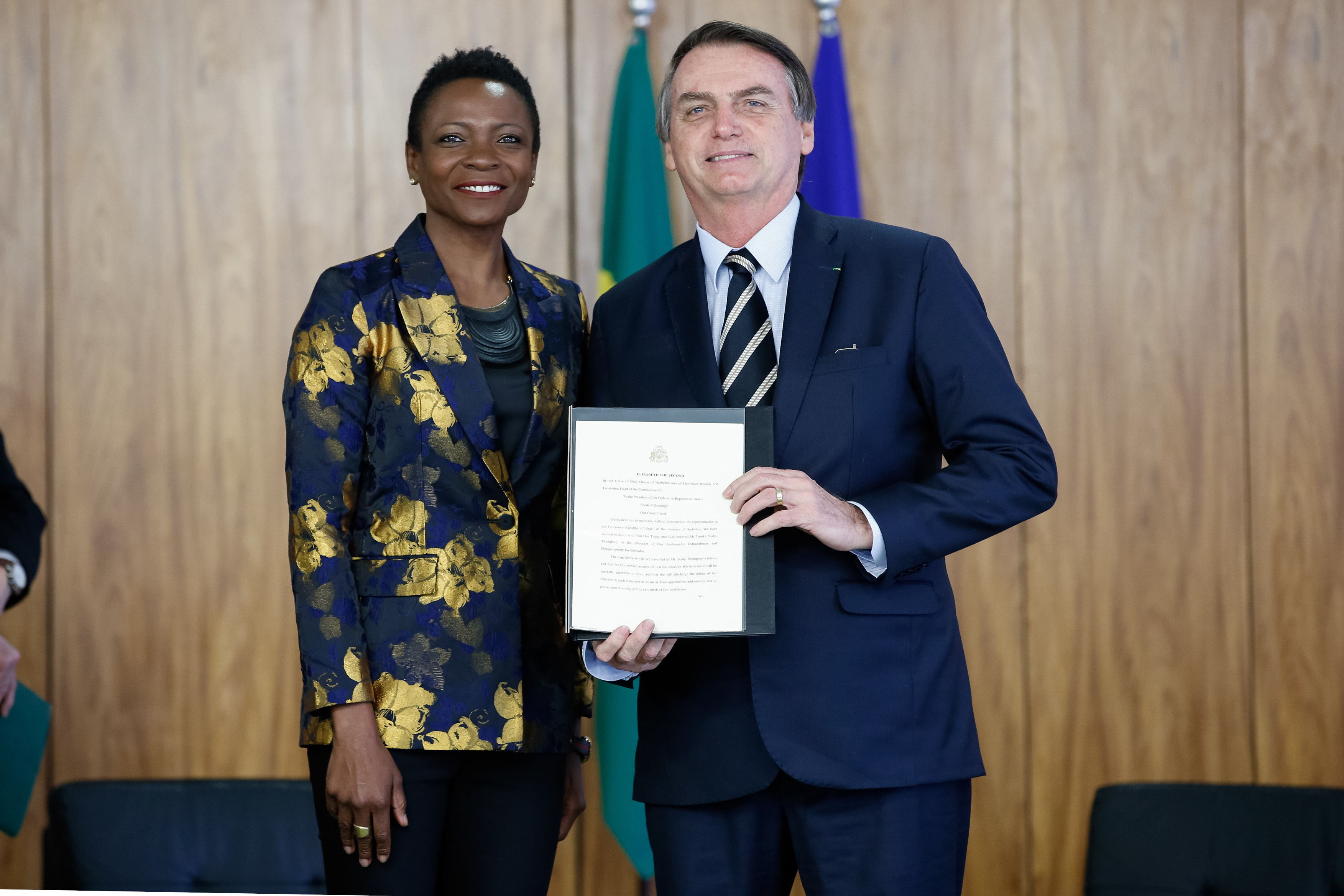
Bolsonaro et Sealy-Thompson à la nomination de celle-ci.

Le 8 mars 2019, Sealy-Thompson est nommée ambassadrice auprès du Brésil. Au moment de sa nomination, elle est la plus jeune ambassadrice de la Barbade à l'âge de 42 ans. Le renforcement des liens diplomatiques entre la Barbade et les pays d'Amérique du Sud, dont le Brésil, est un élément clé de son travail. En 2019, elle se rend dans l'État de Bahia pour explorer les liens entre celui-ci et la Barbade, notamment en ce qui concerne le patrimoine commun de leurs populations noires respectives. Sealy-Thompson joue un rôle déterminant dans la création d'un festival de la culture caribéenne à Porto Velho, où se trouve une communauté barbadienne,.